# Vancouver Centre (circonscription britanno-colombienne)
Pour les articles homonymes, voir Vancouver (homonymie).
Circonscription électorale provinciale du Canada
Vancouver Centre est une ancienne circonscription provinciale de la Colombie-Britannique représentée à l'Assemblée législative de la Colombie-Britannique de 1933 à 1991.

## Géographie
Créée simultanément avec les circonscriptions de Vancouver-Burrard et Vancouver East et Vancouver-Point Grey, la circonscription représente la partie est de la ville de Vancouver.

## Liste des députés
| Législature                                                                                    | Années                                   | Député                                   | Député                                   | Parti                                    | Député                                   | Député                                   | Parti                                    |
| Vancouver Centre Issue de Vancouver City                                                       | Vancouver Centre Issue de Vancouver City | Vancouver Centre Issue de Vancouver City | Vancouver Centre Issue de Vancouver City | Vancouver Centre Issue de Vancouver City | Vancouver Centre Issue de Vancouver City | Vancouver Centre Issue de Vancouver City | Vancouver Centre Issue de Vancouver City |
| ---------------------------------------------------------------------------------------------- | ---------------------------------------- | ---------------------------------------- | ---------------------------------------- | ---------------------------------------- | ---------------------------------------- | ---------------------------------------- | ---------------------------------------- |
| 18e                                                                                            | 1933-1937                                |                                          | Gordon Sylvester Wismer                  | Libéral                                  |                                          | Gordon McGregor Sloan                    | Libéral                                  |
| 19e                                                                                            | 1937-1939                                |                                          | Gordon Sylvester Wismer                  | Libéral                                  | Fred Crone                               | Libéral                                  |                                          |
| 19e                                                                                            | 1939-1941                                |                                          | Gordon Sylvester Wismer                  | Libéral                                  | Laura E. M. Jamieson                     | Social-démocrate                         |                                          |
| 20e                                                                                            | 1941-1945                                |                                          | Wallis Walter LeFeaux                    | Social-démocrate                         | Laura E. M. Jamieson                     | Social-démocrate                         |                                          |
| 21e                                                                                            | 1945-1949                                |                                          | Gordon Sylvester Wismer                  | Coalition                                |                                          | Allan James McDonell                     | Coalition                                |
| 22e                                                                                            | 1949-1952                                |                                          | Gordon Sylvester Wismer                  | Coalition                                |                                          | Allan James McDonell                     | Coalition                                |
| 23e                                                                                            | 1952-1953                                |                                          | James Campbell Bury                      | Social-démocrate                         |                                          | Laura E. M. Jamieson                     | Social-démocrate                         |
| 24e                                                                                            | 1953-1955                                |                                          | Alexander Small Matthew                  | Créditiste                               |                                          | George Churchill Moxham                  | Créditiste                               |
| 24e                                                                                            | 1955-1956                                |                                          | Alexander Small Matthew                  | Créditiste                               | Vacant                                   | Vacant                                   |                                          |
| 24e                                                                                            | janv.-sept. 1956                         |                                          | Alexander Small Matthew                  | Créditiste                               | Leslie Raymond Peterson                  | Créditiste                               |                                          |
| 25e                                                                                            | 1956–1960                                |                                          | Alexander Small Matthew                  | Créditiste                               | Leslie Raymond Peterson                  | Créditiste                               |                                          |
| 26e                                                                                            | 1960–1963                                |                                          | Alexander Small Matthew                  | Créditiste                               | Leslie Raymond Peterson                  | Créditiste                               |                                          |
| 27e                                                                                            | 1963–1966                                |                                          | Alexander Small Matthew                  | Créditiste                               | Leslie Raymond Peterson                  | Créditiste                               |                                          |
| 28e                                                                                            | 1966–1969                                |                                          | Harold Peter Capozzi                     | Créditiste                               |                                          | Evan Maurice Wolfe                       | Créditiste                               |
| 29e                                                                                            | 1969–1972                                |                                          | Harold Peter Capozzi                     | Créditiste                               |                                          | Evan Maurice Wolfe                       | Créditiste                               |
| 30e                                                                                            | 1972–1975                                |                                          | Emery Oakland Barnes                     | Néo-démocrate                            |                                          | Gary Vernon Lauk                         | Néo-démocrate                            |
| 31e                                                                                            | 1975–1979                                |                                          | Emery Oakland Barnes                     | Néo-démocrate                            |                                          | Gary Vernon Lauk                         | Néo-démocrate                            |
| 32e                                                                                            | 1979–1983                                |                                          | Emery Oakland Barnes                     | Néo-démocrate                            |                                          | Gary Vernon Lauk                         | Néo-démocrate                            |
| 33e                                                                                            | 1983–1986                                |                                          | Emery Oakland Barnes                     | Néo-démocrate                            |                                          | Gary Vernon Lauk                         | Néo-démocrate                            |
| 34e                                                                                            | 1986–1991                                |                                          | Emery Oakland Barnes                     | Néo-démocrate                            | Michael Franklin Harcourt                | Néo-démocrate                            |                                          |
| Circonscription abolie, voir Vancouver-Burrard, Vancouver-Mount Pleasant et Vancouver-Kingsway |                                          |                                          |                                          |                                          |                                          |                                          |                                          |